# Felm
Felm är en kommun och ort i Kreis Rendsburg-Eckernförde i förbundslandet Schleswig-Holstein i Tyskland.
Kommunen ingår i kommunalförbundet Amt Dänischer Wohld tillsammans med ytterligare sju kommuner.